# Rachisubani
Rachisubani (en georgiano: რაჭისუბანი) es un pueblo de Georgia ubicado en el sur de la región de Baja Iberia, siendo parte del municipio de Bolnisi. 

## Geografía
Rachisubani se encuentra en el extremo occidental del valle de Marneuli, en el lado izquierdo del río Mashaveri, a 5 kilómetros de Bolnisi. 

## Historia
En el pueblo se conserva un puente de 1651 sobre el río Mashaveri.
En los años 60 del siglo XX se descubrió en las afueras del pueblo el agua mineral curativa "Bolnis". Hay una zona de descanso cerca del manantial. Según datos de 1984, la planta embotelladora de agua "Bolnisi" produjo 10 millones de botellas.

## Demografía
Según el censo de 2014, los gerogianos constituían el 99% de la población.